# Heinrich Kepner

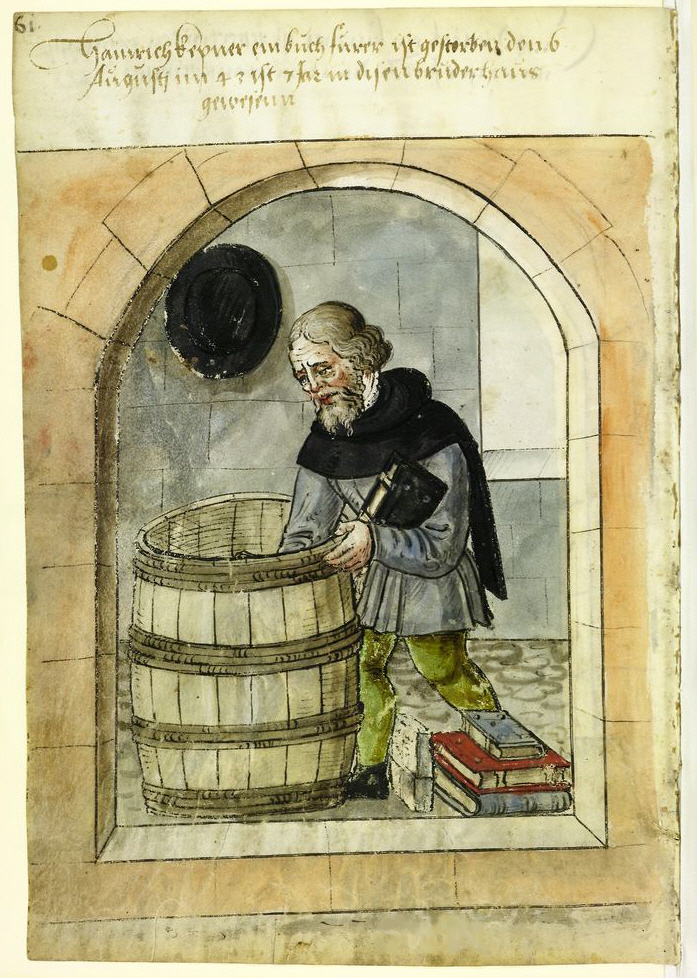
Heinrich Kepner (aus: Hausbuch der Landauerschen Zwölfbruderstitung, Nürnberg nach 1426)

Heinrich Kepner (* im 15. Jahrhundert; † 6. August 1543 in Nürnberg), auch Hainrich Keppner, war ein deutscher Buchbinder, Buch- und Papierhändler.
Er starb als Insasse des Armenhauses der Landauerschen Zwölfbrüderhausstiftung. Im Hausbuch der Nürnberger Zwölfbrüderstiftung Amb. 279.2° Folio 31 verso findet sich eine Darstellung des Buchhändlers Heinrich Kepner, der in einem gemauerten Raum steht und Bücher in ein großes Fass packt, das als Transportbehälter dient, mit folgender Beischrift: „Hainrich Kepner ein buch furer ist gestorben den 6. Augusti im 43 ist 7 Jar in disen Bruderhaus gewesenn“.